# Automatkarbin 5

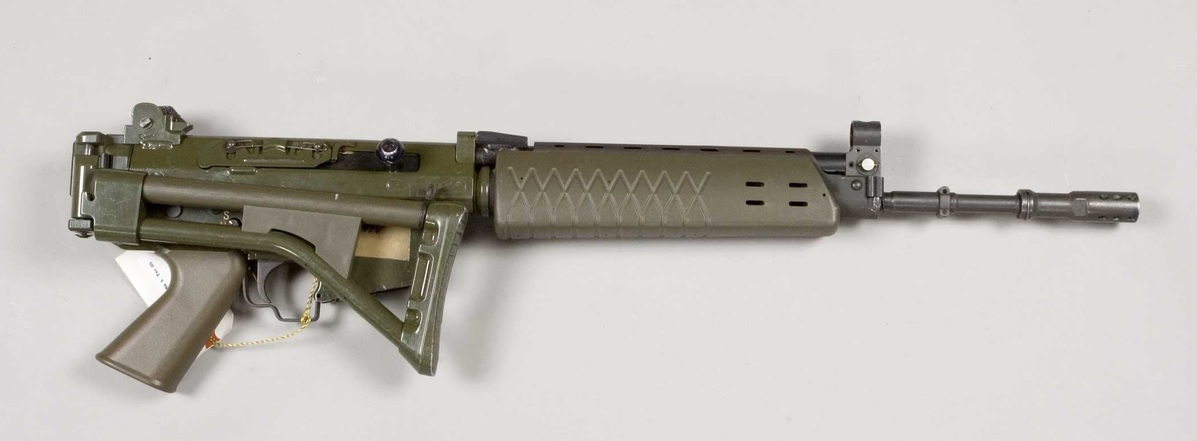
Automatkarbin 5 med infällt axelstöd.

5,56 mm automatkarbin 5, kort 5,56 mm ak 5 (kaliber utelämnas vanligen), är en svensk-belgisk automatkarbin i kaliber 5,56 mm som för närvarande (2023) står som enhetsvapen inom Sveriges försvarsmakt. Vapnet är utvecklat från den belgiska automatkarbinen FNC 80 (Fabrique Nationale Carabine 1980) från FN Herstal och är kamrad för patronen 5,56 × 45 mm NATO. Ak 5 har anpassats och modifierats av Försvarets Materielverk för svenska behov och skiljer sig från grundkonstruktionen på flera punkter.
Ak 5 utvecklades i början av 1980-talet och antogs av Försvarsmakten 1986. Vapnet tillverkades ursprungligen av FN Herstal men har sedan 1987 licenstillverkats av Bofors Carl Gustaf AB (innan 1990 benämnd FFV-Carl Gustaf AB). Vapnet går därför ibland under namnet CG5 eller CGA5, vilket står för Carl Gustaf Automatkarbin 5.
Vapnet är planerat att ersättas av Automatkarbin 24.

## Anskaffning

### Utprovning
Under början av 1970-talet studerades ett antal olika vapen som ersättare för automatkarbin 4 (utvecklad från tyska Heckler & Koch G3), som sedan 1965 varit försvarsmaktens huvudvapen, och samtidigt utrangera kpist m/45. Detta resulterade i att prov med nya automatkarbiner utfördes vintern 1975/1976.
De vapen som testades var Colt M16A1, Steyr AUG, Sig 540, Heckler & Koch HK33, Beretta AR70/90, Fabrique National CAL (föregångare till FNC 80) och FFV 890C (en svensk version av israeliska Galil utvecklad av Carl Gustafs stads gevärsfaktori).
Av dessa togs FFV 890 C och FNC 80 (ersättare för FN CAL) ut till slutprov 1979–1982, där även Sig 540 deltog genom samarbetsavtal med Schweiz.
Efter slutprov föll valet på FNC 80 som formellt antogs av Sveriges försvarsmakt 1985 som automatkarbin 5.

### Modifiering
|  |  | FNC 80 | FNC 80 | FNC 80 | FNC 80 | FNC 80 | FNC 80 | ➟ | ➟ | ➟ | ➟ | ➟ | ➟ | Automatkarbin 5 | Automatkarbin 5 | Automatkarbin 5 | Automatkarbin 5 | Automatkarbin 5 | Automatkarbin 5 |  |  |

Efter utprovningarna 1979-1982 var det nödvändigt att modifiera ursprungsvapnet FNC 80 för att fungera i svenska förhållanden, specifikt för funktion under vinterförhållanden.
Modifikationer från FNC 80 till ak 5
- Ny ytbehandling
- Större varbygel för skjutning med vinterhandskar
- Nytt handskydd
- Ny rem och rembyglar
- Nya riktmedel
- Nytt manöverhandtag
- Ny större säkringsomställare/skottomställare
- Ny magasinspärr
- Ny hylsutdragare
- Modifierad gasregulator resulterande i lägre eldhastighet, samt möjlighet för omställning till högre gastryck för skjutning under smutsiga förhållanden och stark kyla
- Möjligheten att avge treskottseld borttagen

Dessa modifikationer var dock inte tillräckliga då truppförsök med belgiska provserievapen åren 1980-1985 avslöjade en del barnsjukdomar som behövde korrigeras. Som följd av detta modifierades vapnen ytterligare inför slutförvärv:
- Ny hane på grund av sprickbildning i den ursprungliga
- Ny ytbehandling i "Blacknite" för magasinen
- Ny vinkel på patronföraren i magasinen

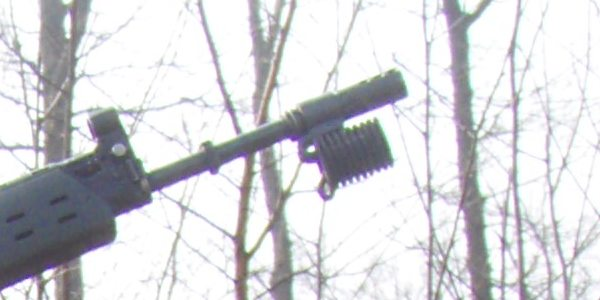
Ak 5 tand/mynningsskydd monterad under mynningen för eldställning.

Väl i tjänst kom ytterligare åtgärder att införas på ak 5. Eftersom ak 5 i normalfallet bärs på bröstet uppstod ett stort antal tandskador bland värnpliktiga då flamdämparen slog in i munnen vid fall, utgång från fordon och liknande. Därför infördes ett kombinerat tand- och mynningsskydd av mjukt gummi som satt fast monterat bakom flamdämparen och monterades på och av mynningen mellan eldgivning.

### Produktion
De första ak 5 producerades av FN Herstal i Liege Belgien för en provserie innan 1986 men redan 1987 tog FFV-Carl Gustaf AB (1990 omdöpt Bofors Carl Gustaf AB) över tillverkningen.
Cirka 190 000 Ak 5 hade producerats för det svenska försvaret år 2006, varav cirka 50 000 har uppdaterats till Cesar- och Davidutförande för användning i dagens försvar. Resterande har magasinerats eller skrotats.

## Versioner
Sedan vapnet introducerades i Försvarsmakten 1987 har det vidareutvecklats i diverse olika versioner. Formellt har efterföljande versioner fått typbeteckningarna: Bertil, Cesar och David. Idag nyttjas enbart två av dessa inom den svenska försvarsmakten: Ak 5 Cesar och Ak 5 David.

### Ak5(Automatkarbin 5)

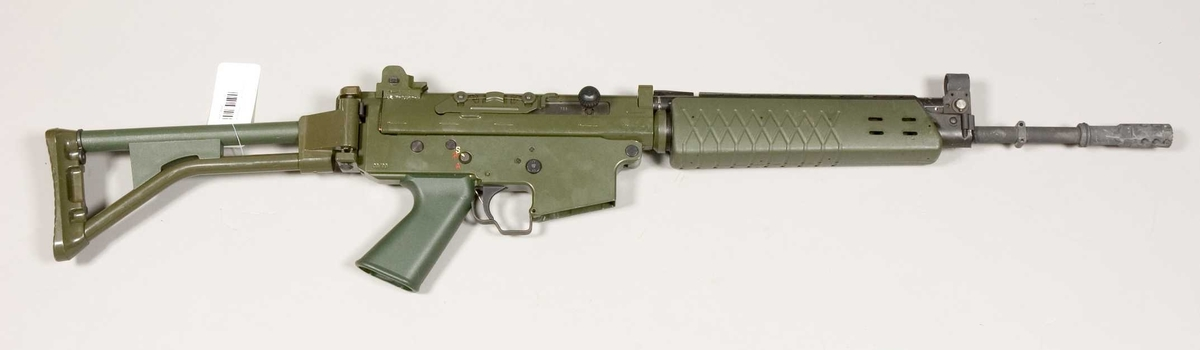
Ak 5

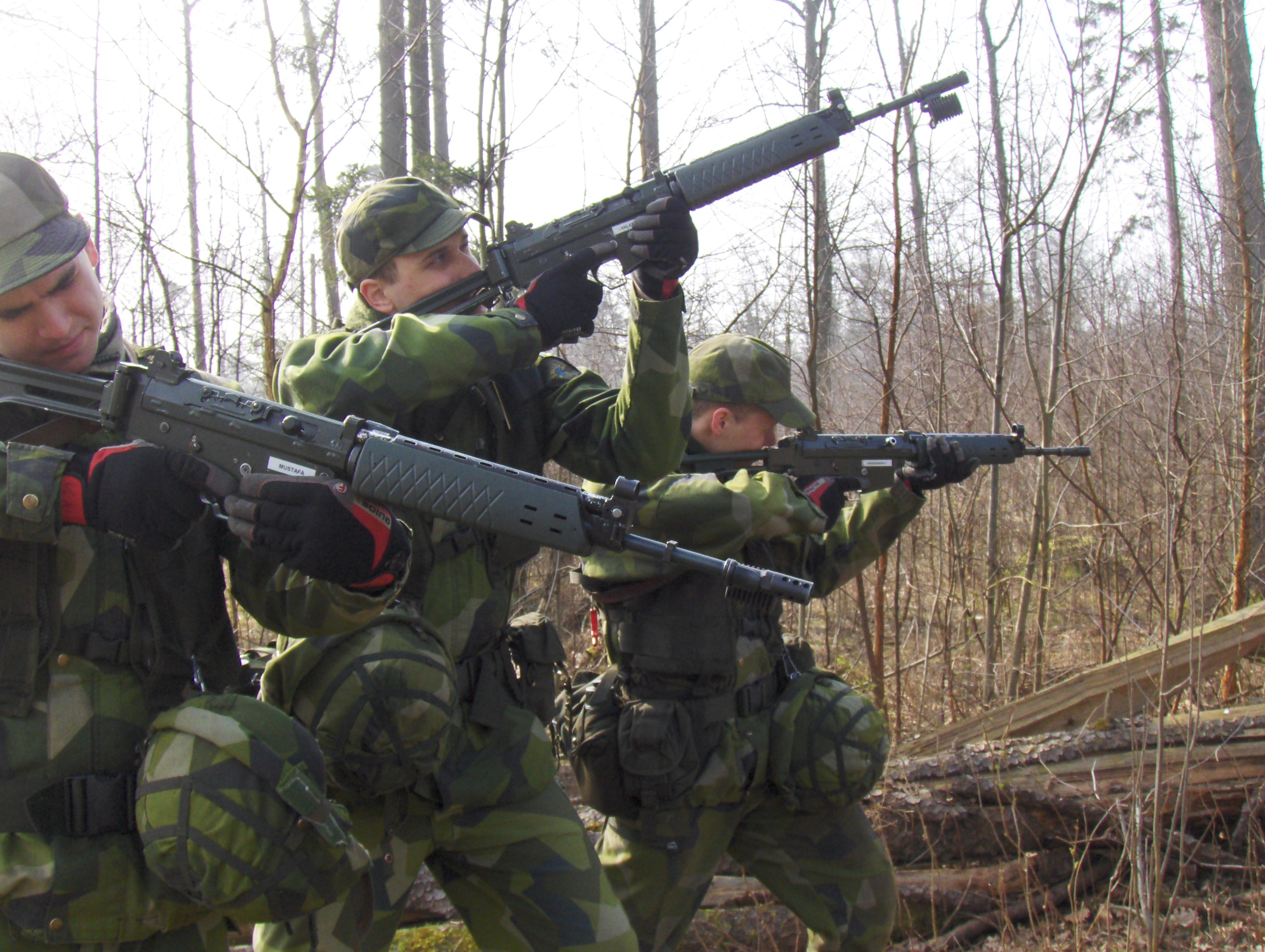
Svenska soldater med ak 5.

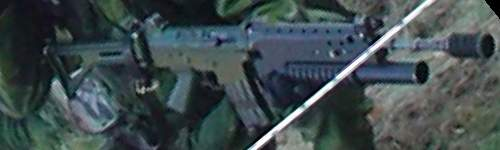
Ak 5 med 40 mm GrT Ak granattillsats.

Inofficiellt kallar vissa denna felaktigt för AK5A, en benämning försvarsmakten aldrig använt. Detta framgår tydligt om man studerar FM:s publikationer . 
Teknisk beskrivning
Ak 5 saknar picatinnyskena och justerbart axelstöd. Handskyddet är gjord i plast och har ett räfflat rutmönster längs basen för bättre grepp. Siktet är ett hålsikte med två valbara avstånd: 250 eller 400 meter, vilket var de avstånd man förväntades strida inom då vapnet inhandlades. Axelstödet är fällbart, vilket gör det lättare att till exempel bära vapnet i fordon. Ak 5:an har även två gaslägen för att kunna användas effektivt vid strid både i minus- och plusgrader.
Ak 5 med sina 4,5 kg är för sin kaliber en tung automatkarbin, detta gör det ansträngande att stå med vapnet i samma position under en längre stund; fördelen är dock att den extra tyngden minskar rekylen. Tillförlitligheten är hög, med i snitt ett eldavbrott per 25 000 skott. Precisionen varierar något, de bästa vapnen har vid skjutning av 10 skott i skottstol på 50 m avstånd en spridning på 20 mm, de sämsta 80 mm, medan flertalet ligger i intervallet 50–70 mm.
Ak 5 är även kompatibel med Colts granattillsats M203, i Sverige betecknad 40 mm Granattillsats Ak, kort 40 mm GrT Ak. Granattillsatsen har ett integrerat handskydd, och monteringen är endast möjlig efter att man monterat av handskyddshalvorna. En annan typ av handskydd som användes var Vapenlampa ak 5 MP ("militärpolis"). Detta var en vapenlampa från Surefire som fanns integrerad i en specialbyggd högerhalva av handskyddet. Lampan användes framförallt av stadsskyttesoldater och vakter/insatsplutoner. Lampan gav ett mycket kraftig sken och kunde blända, överraska och belysa fiender.

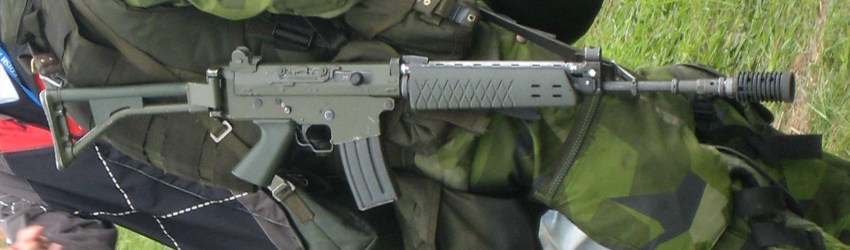
Ak 5 med lösskjutningsanordning monterad.

För övning finns lösskjutningsanordning som monteras på mynningen.
Ak 5 fick aldrig en ordentlig bajonett för strid. För högvakten och vid statsceremoniell verksamhet användes istället en särskild adapter för att kunna fästa bajonett till Ak 4. Denna var inte avsedd att användas för strid eller IMF-situationer (Insats Mot Folkmassa) utan enbart för ceremoniella syften.
Historia
Leverans av ak 5 i sin ursprungliga utformning påbörjades 1987 och slutfördes år 2000. För närvarande används inte ak 5 i försvarsmakten.

### Ak5B (Automatkarbin 5Bertil)
Ak 5B – skarpskyttevariant av ak 5.
Teknisk beskrivning

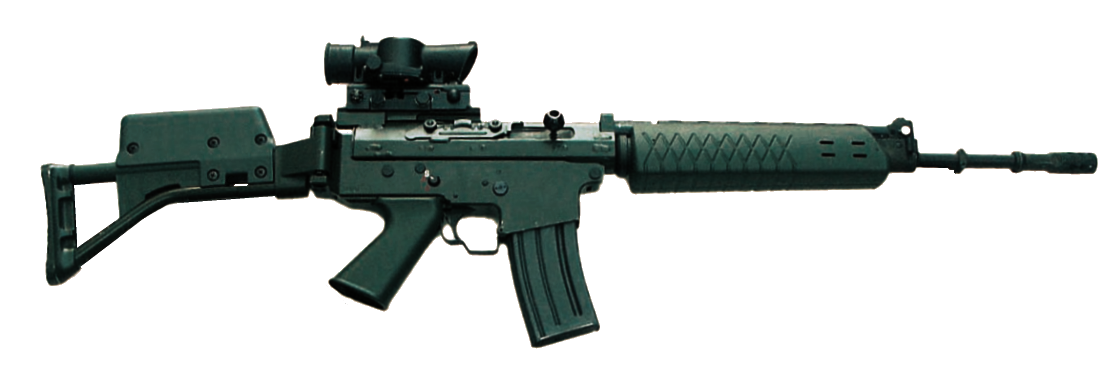
Ak 5 Bertil

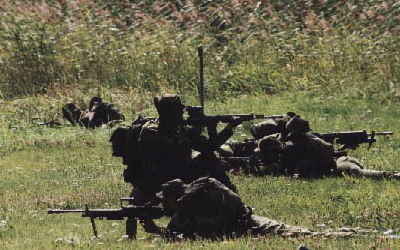
Svensk soldat med ak 5B.

De öppna riktmedelen är på denna variant ersatta av ett kikarsikte med fyra gångers förstoring och tritiumbelysning monterad på ett högt fäste. Kikarsiktet är ett SUSAT-sikte (Sight Unit Small Arms, Trilux) och betecknades Kikarsikte Ak 5B i Sverige.
Axelstödet skiljer sig genom att vara försedd med ett kindstöd, även benämnd kindkamsförhöjare. Kindstödet är fast monterat på axelstödet och ser till att skytten har något att luta kinden emot för att hamna i rätt ögonhöjd för att få klar siktbild i kikarsiktet.
Ovanpå kikarsiktet kunde även en bildförstärkare monteras, betecknad Bildförstärkare Ak 5 B. Detta var ett passivt ljusförstärkande instrument endast avsett för bruk i mörker. Principen för funktionen var att befintligt omgivningsljus som månljus, stjärnljus och återreflekterande elektriskt ljus, bland flera, förstärktes på elektronisk väg till en ljusstark grönaktig bild av synfältet.
Historia
De första ak 5B levererades till förband 1991 och totalt kom cirka 5 400 vapen att levereras under åren. Vapnet blev aldrig populärt bland dess användare, speciellt bland de soldater som använt både ursprungsvarianten och ak 5B under sin tjänstgöring. Med kindstöd och kikarsikte blev vapnet för tungt för komfort. Brukning av SUSAT-siktet var krånglig och det var heller inte helt skottfast. Riktmedlet (den visuella riktpunkten i siktet) var en enkel stolpe och vid rörlig strid var den svår att använda praktiskt. I helhet ansågs vapnet onödigt klumpigt och ak 5B kom under 2000-talets andra halva att tas ur tjänst och skrotas.

### Ak5C (Automatkarbin 5Cesar)
Ak 5C – renoverad och modifierad version av ak 5.
Teknisk beskrivning

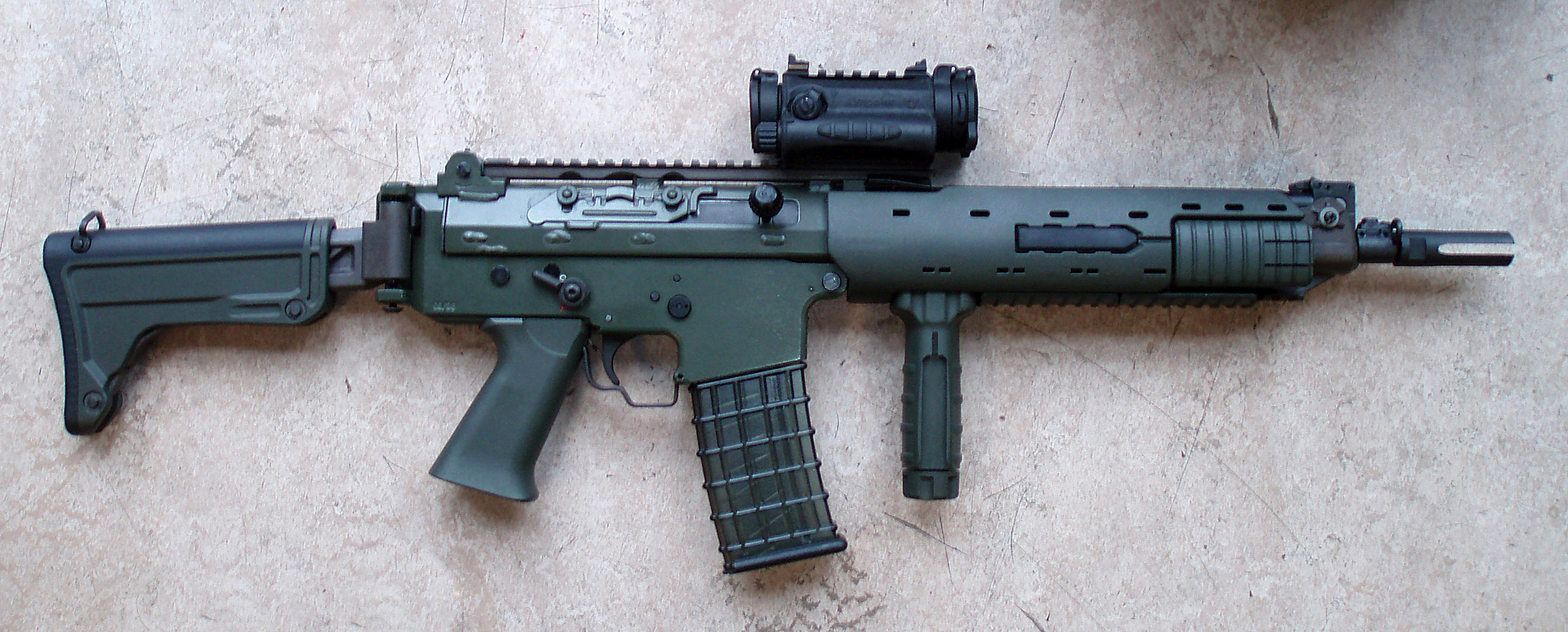
Ak 5 Cesar

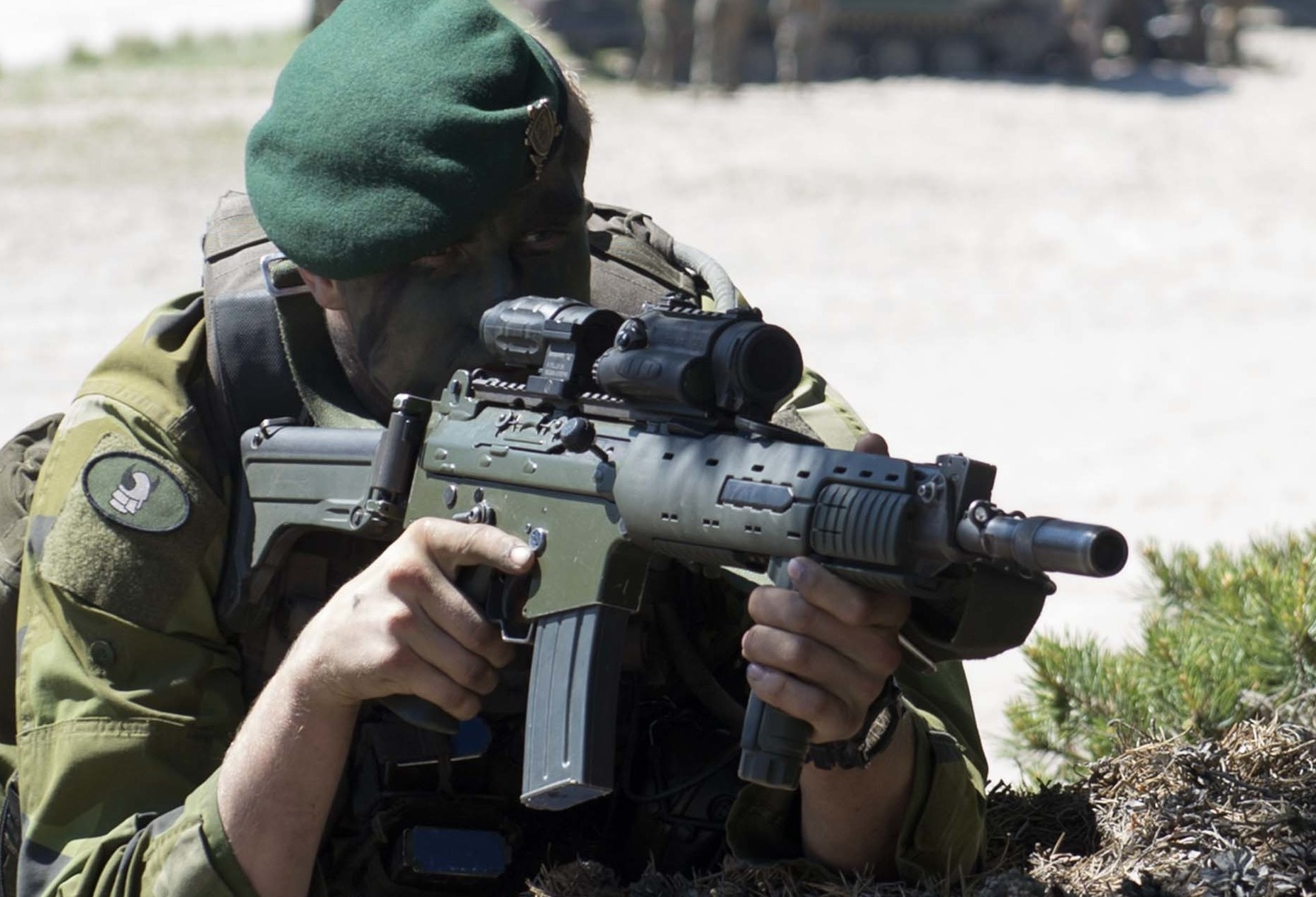
Svensk amfibiesoldat med en ak 5C under BALTOPS 2016.

Cesarversionen av ak 5 har försetts med diverse moderniseringar över dess föregångare. Utöver öppna riktmedel har Cesarvarianten försetts med picatinnyskenor (kl 12, 3, 6 och 9) för montering av externa riktmedel och tillbehör. Vapnet har även försetts med ett axelstöd som utöver fällbart, även är justerbar i längd.
Internt har vapnet försetts men en sistaskottspärr. Denna hakar upp mekanismen i öppet läge när den sista patronen avfyrats. Detta låter användaren att föra in ett nytt magasin i vapnet, följt av intryckning av spärren, vilket frigör mekanismen och matar in en ny patron. Utan sistaskottspärr måste mekanismrörelse göras om man skjuter tomt, vilket tar tid och kräver att soldaten gör en större rörelse. För att sistaskottspärren skall fungera krävs nya magasin med en klack som trycker upp spärren när sista patronen avfyrats. Sistaskottsspärren fanns som tillval redan från början för 150:- extra per vapen, men det stora antalet vapen som skulle köpas in gjorde att totalkostnaden skulle överskrida budgeten varför funktionen fick strykas.

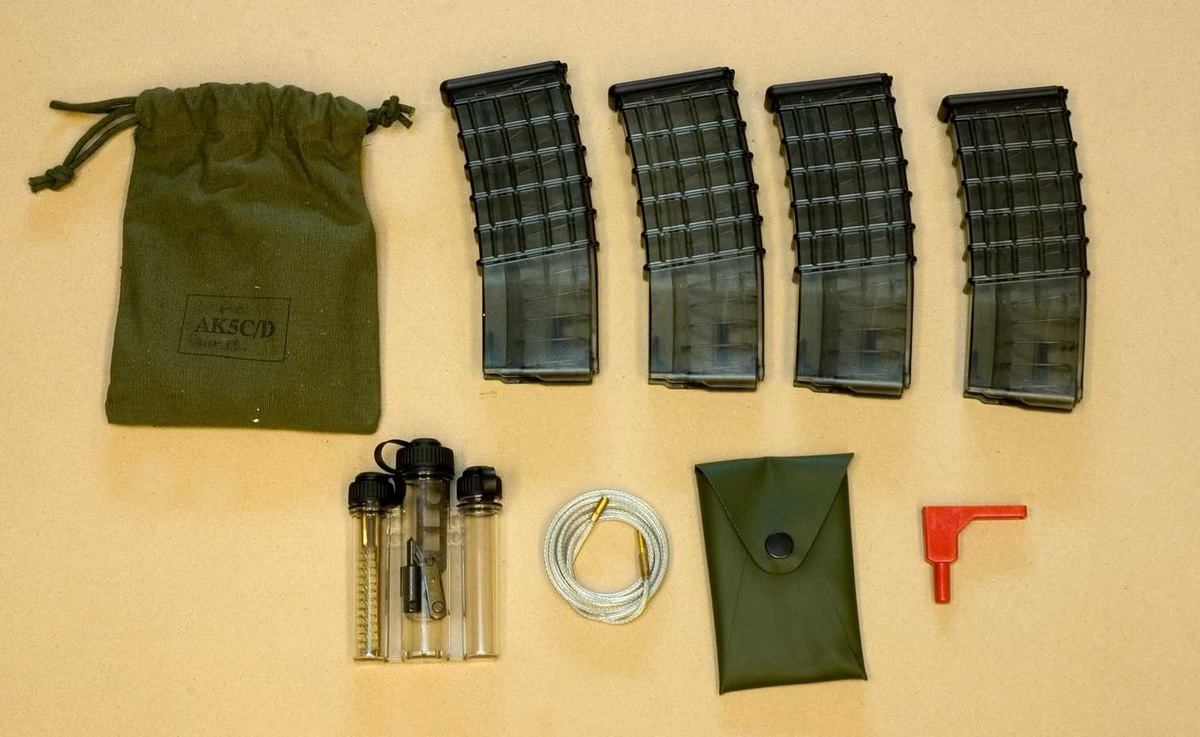
Tillbehörspåse, vapenmagasin i plast och diverse annat tillbehör till Ak 5C.

Nya magasin i plast införskaffades även i och med Cesaruppgraderingen. Dessa är bland annat till för vinterstrid då plast inte påverkas lika hårt av kyla (källa?). De är även försedda med ett våffelmönster för bättre grepp med vantar och handskar. De är transparenta och tillåter användaren att se hur många patroner som finns i magasinet.
Modifikationer Cesarvarianten:
- Tillbehörsskena (picatinnyskena) ovanpå lådan
- Ny effektivare flamdämpare
- Nerkortad pipa från 450 mm till 350 mm
- Justerbart axelstöd
- Nytt handskydd med tillbehörsskenor (picatinnyskenor) och uttag för tryckplattor för manövrering av eventuella vapentillbehör
- Fast gasläge (gasläge 1 avspärrat)
- Dubbelsidig säkringsomställare (tillåter säkring av vapnet för vänsterskyttar)
- Smalare pistolgrepp
- Sistaskottsspärr (tillåter snabbare omladdning utan mekanismrörelse)
- Uppfällbart stolpkorn
- Genomskinliga plastmagasin

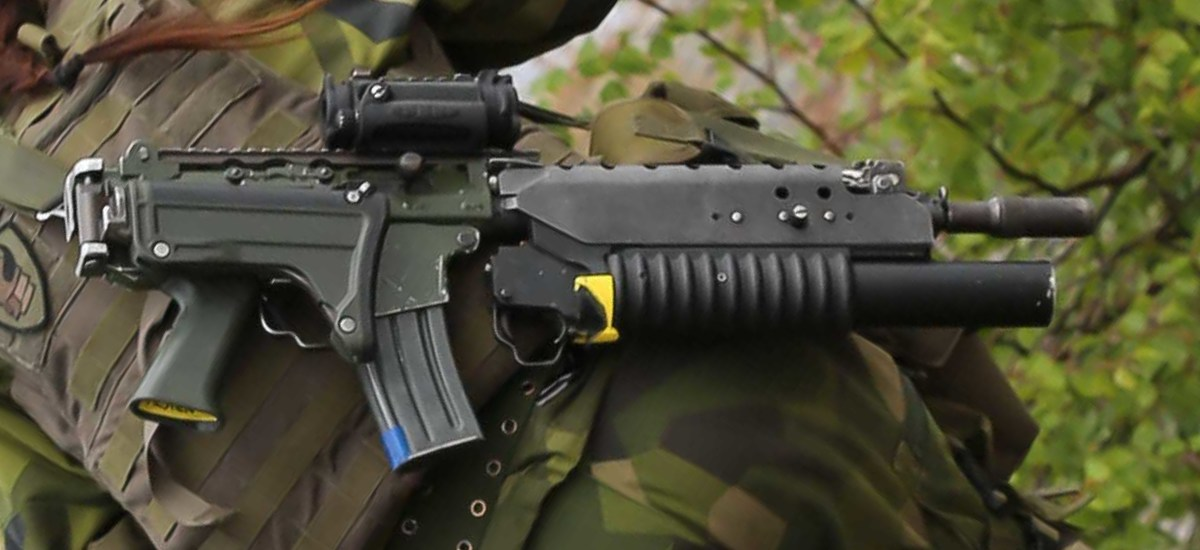
Ak 5C med 40 mm GrT Ak granattillsats.

Cesarvarianten medger även montering av samma granattillsats som Ak 5: 40 mm Granattillsats Automatkarbin, kort 40 mm GrT Ak, en Amerikansk granattillsats av modellen Colt M203 som kommer integrerad med ett eget handskydd som ersätter ordinarie handskydd.

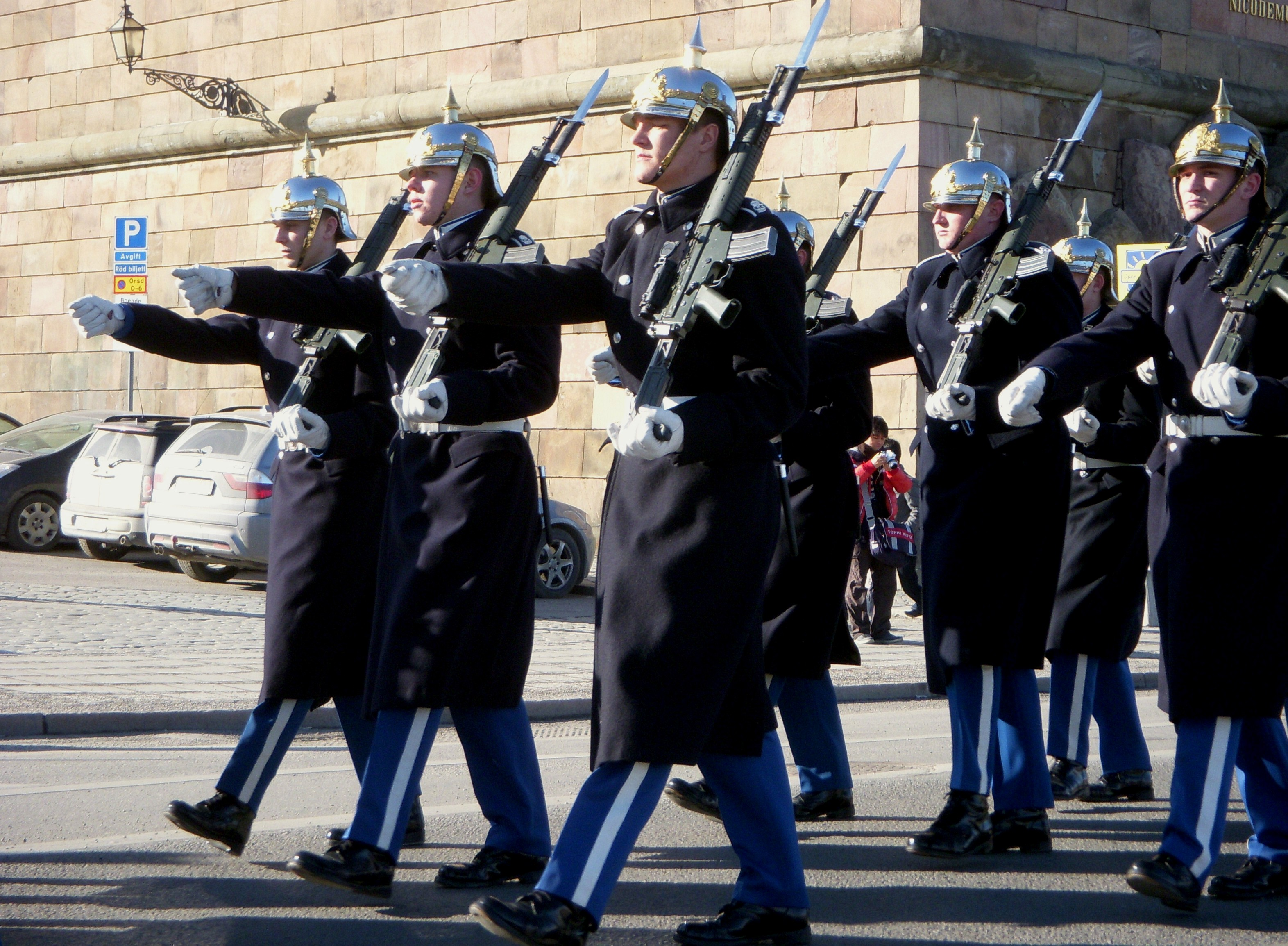
Högvakten utanför Stockholms slott beväpnade med ak 5C försedda med Ak 4-bajonetter.

För högvakten och vid statsceremoniell verksamhet används bajonetten till Ak 4 med en adapter. Dessa inte avsedda att användas för strid eller IMF-situationer (Insats Mot Folkmassa) utan enbart för ceremoniella syften. På senare år har ak 5C dock fått en riktig bajonett för strid. Erfarenheter från moderna konflikter har visat att bajonetter är användbara i strid än idag.
Historia
Under 1990-talets ansåg FMV att en förbättring och uppgradering av ak 5 var nödvändig. Bland annat ansåg man att vapnet behövde modifieras för tillåta möjligheterna att montera  tillbehör som rödpunktsikten, etc. Man ville även förbättra ergonomin för användaren. Detta resulterade i att 300 Ak 5 byggdes om till en ny försöksstandard. Vid ombyggnaden försågs vapnen med en picatinnyskena på lådryggen, ett nytt rödpunktssikte från Aimpoint, ett nytt ställbart och vikbart axelstöd, nytt pistolgrepp, sistaskottsspärr och ett nytt handskydd med en picatinnyskena på undersidan. Dessa kom att kallas för ak 5CF under utprovningen, där "F" stod för "försök".
De första truppförsöken genomfördes 2003 och resulterade i att soldaterna till stor del var mycket nöjda med vapnet. Dock ansåg de att vapnet var för tungt och för långt och man önskade även tillbehörsskenor på sidan av handskyddet också. Vapnen modifierades efter önskemål och fler truppförsök genomfördes. Efter ytterligare modifieringar fastslogs vapnets utformning och utseende varav typen fastställdes som Ak 5 C.
I oktober 2005 gjordes en beställning till Bofors för uppgraderingen av 40 000 Ak 5 till slutgiltig Cesarstandard för ett värde av 260 000 000 kronor. Dessa började levereras cirka 2006/2007.

### Ak5D (Automatkarbin 5David)
Ak 5D – nerkortad version av Ak 5, ett självskyddsvapen (engelska: Personal Defense Weapon, PDW) för fordonsbesättningar och liknande.

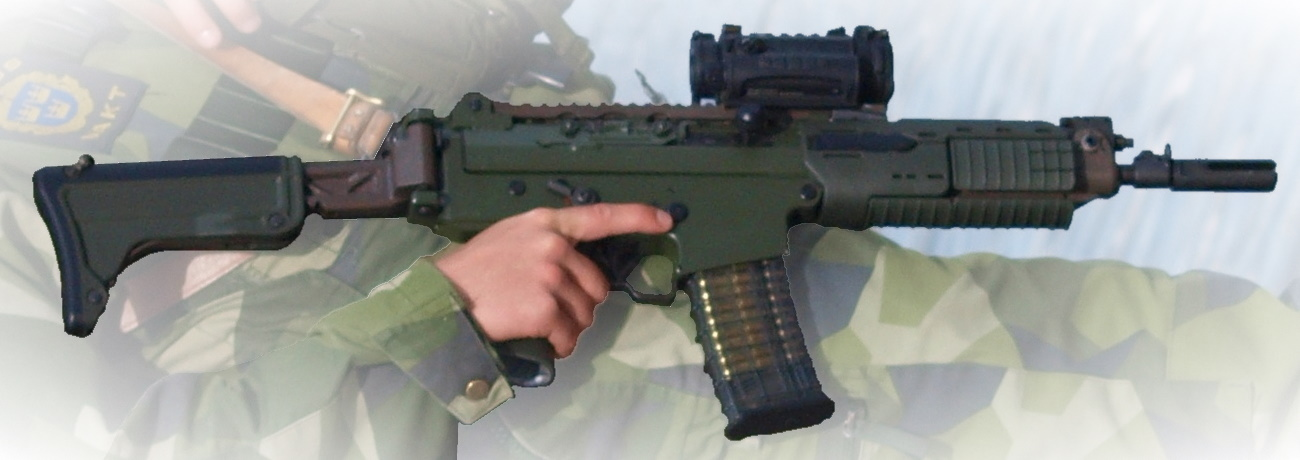
Ak 5 David efter Cesaruppgradering

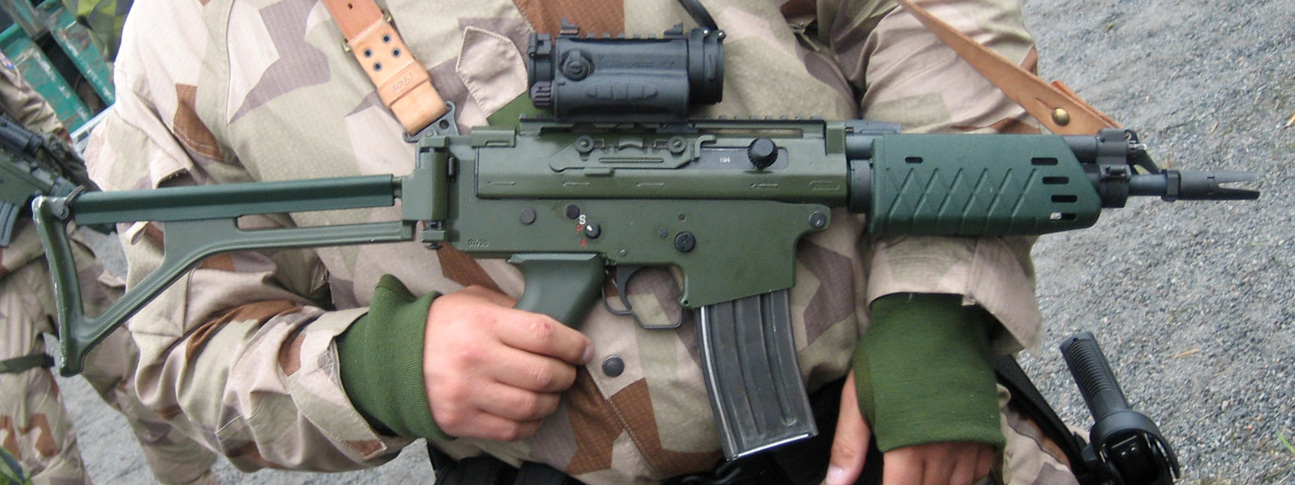
Ak 5 David innan Cesaruppgradering.

Teknisk beskrivning
Ak 5 David är en nerkortad version av ak 5 där pipan har kortats ner till cirka 259 mm från 450 mm på Adamvarianten och även försetts med en ny typ av flamdämpare. Vapnet saknar även fasta riktmedel och har istället en fästskena (picatinnyskena) ovanpå vapnets låda för montering av optiskt riktmedel.
Vapnet var ursprungligen försett med ett handskydd som påminde om originalutförandet, fast i mycket kortare utförande, och ett axelstöd som ej var ställbart i längd. Dessa kom dock att ersättas i och med att ak 5D modifierades på samma sätt som Ak5C. Detta ledde till att vapnet uppdaterades med en nerkortad variant av Cesarvariantens handskydd och försågs med samma typ av axelstöd. Även sistaskottsspärr integrerades likt Cesarvarianten.
Historia

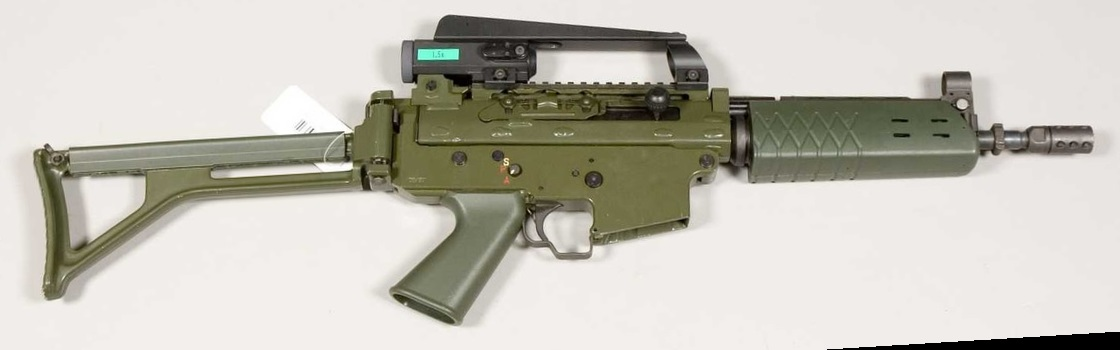
Ak 5 David prototyp.

När ak 5 hade slutlevererats år 2000 ville Försvarsmakten ha en kortare variant av vapnet för fordonsbesättningar etc. Försvaret hade vid denna tidpunkt alla Ak 5 de behövde och beslut fattades att bygga om cirka 20 000 oanvända ak 5 till 10 000 förkortade vapen. I förkortningen kortades pipan ner till 259 mm från 450 mm. I samband med att ak 5C levererades i sin slutliga konfiguration runt 2005, justerades även samtliga förkortade ak 5 med liknande modifieringar som ak 5C genomgått och benämndes ak 5D. Vapnet började användas under 2005 och cirka 10 000 vapen kom att levereras.
Under början av sitt tjänsteliv visade sig Davidversionen lida av prestandaproblem, då eldhastigheten vid automateld ökade allteftersom vapnen slets. Enligt FMV var anledningen till detta att avståndet mellan gasuttagsporten i pipan och patronläget var för kort. Detta skapade extra slitage på alla delar och resulterade i viktminskning följt av mindre friktion och därav högre eldhastighet. Högre eldhastighet leder i sig till större slitage och riskerar att delar slits ut i förtid och gör vapnet obrukbart. Detta ledde till att vapnen justerades och förbättrades, varvid problemet löstes.

### Ak5E (Automatkarbin 5Erik)
Ak 5E – förslagen skarpskytteversion av Ak 5C och ersättare för Ak 5B
Teknisk beskrivning
Förslagen version av Ak 5C med tyngre och längre pipa, fästskena för optiskt riktmedel, samt benstöd.
Historia
Runt 2004 i samma veva som planeringen av Ak 5C och D så efterfrågade Sveriges försvarsmakt en Ak 5 variant som skulle ha kallats Ak 5E. Denna var en planerad skarpskyttevariant av Ak 5C med en längre och tyngre pipa, kikarsikte och benstöd som tänktes ersätta Ak 5B. Vapnet skulle ha haft en effektiv räckvidd på 600 m.
På grund av Ak 5:ans konstruktion var detta dock inte en praktisk ide. Att byta ut pipan på vapnet mot en tyngre sådan skulle krävt en uppstyvning av lådan vilket skulle kosta för mycket. FMV rekommenderade Försvarsmakten att inte gå vidare med idén, utan istället köpa in kikarsikte och benstöd till Ak 5C. På grund av detta skrotades idén och inga vapen anskaffades.

### CGA5P (Polis)
CGA 5 P – (Carl Gustaf Automatkarbin 5 Polis) – Specialversion anpassad för polisiär användning med kortare pipa (10,2", motsvarande ak 5 David). Vapnet är svartlackerat och säkringsomställarens automatläge är i fredstid spärrat med en insexskruv, vilket gör att vapnet endast kan användas för patronvis eld trots att det till sin konstruktion är ett helautomatiskt vapen. Skruven var avsedd att tas bort i krigstid, och vapnet blir då helautomatiskt.

## Tillbehör

### Magasin

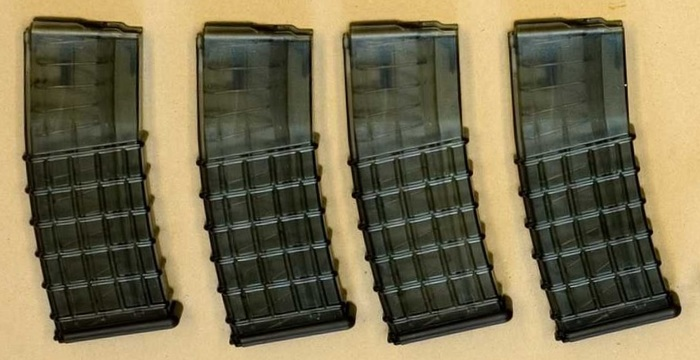
30-skott vapenmagasin i plast för ak 5C och ak 5D.

- 30 skottsmagasin – Ursprunglig magasinmodell i metall som kan fyllas på med 30 skott. Bottenplattan ska ha en tendens att lossna när magasinet fylls fullt, varför påfyllning med enbart 29 skott rekommenderas.[7] Har äldre patronförare som inte kan engagera sistaskottsspärren utan kräver omladdning.[12]
- 30 skottsmagasin (plast, ak 5C) – Ny magasinmodell för Ak 5C och Ak 5D gjord i genomskinlig plast med våffelmönster för bättra grepp med handskar.[12] Har ny patronförare för att fungera med sistaskottsspärr.[12]
- 90 skottsmagasin (Beta C-Mag) – Beta C-Mag 90-skottsmagasin från företaget Beta har använts på försök i Sverige[6][15]
- 90 skottsmagasin (WMG 90) – WMG 90 90-skottsmagasin från företaget WMG har använts på försök i Sverige[7]

### Ammunition
Till ak 5 används 5 st olika patroner:
- Skarp (5,56 mm NATO sk ptr 5B stkprj) – Skarp patron med helmantlad projektil utan bly och med stålkärna. Toppen av projektilen har en kärna av stål för ökad penetrationsförmåga. Projektilen är av miljöskäl tillverkad utan bly. Saknar färgmärkning och har ballistik som skarp patron 5. Har ersatt 5,56 mm NATO stkprj 5.
- Spårljus (5,56 mm NATO sk ptr 5 slprj) – Spårljusprojektil med lyssats av fosfor. Man kan följa dess bana då det blir som ett rött lysande streck efter den. Projektilbanan stämmer väl överens med normalprojektilens. Spårljusprojektilen märkt med en röd markering på spetsen istället för den vita markeringen i tidigare versioner av spårljus (bland annat vissa typer av kalibern 7.62).
- Irspårljus (5,56 mm) – Lyssatsen avger endast infrarött ljus, som kan ses i bildförstärkare men ej av blotta ögat. Patronens projektil är lilafärgad.
- Pansarbrytande – En pansarbrytande projektil med en kärna av wolframkarbid mot mål som har kroppsskydd, tunnare pansar eller befinner sig bakom betong. Projektilen har svartmålad spets.
- Lös (5,56 mm NATO lös ptr 5) – Den lösa patronen används enbart i fredstid under övning. Patronen har en träplugg som projektil som pulveriseras vid skjutning inuti pipan. Vapnet förses med en lösskjutningsanordning som gör att träflisorna inte skjuts ut rakt fram och därmed skulle kunna skada personer. Patronens projektil är helt röd och i trä.

### Riktmedel (Ak5C & Ak5D)
- Rödpunktsikte Eldhandvapen, kort RPS EHS (Aimpoint CS) – Rödpunktsikte från Svenska företaget Aimpoint. Fästs på tillbehörsskena (picatinnyskena) och används på Ak 5C och Ak 5D.
- Mörkerriktmedel Ak 5,[16] kort MRM Ak 5 (AN/PEQ-15A DBAL-A2 (Dual Beam Aiming Laser - Advanced2)) – Mörkerriktmedel från företaget Steiner Defense. Möjliggör skjutning i mörker genom bland annat infraröd belysning och avståndberäkning med laser.[17] Kan monteras på diverse tillbehörsskenor. Mörkerriktmedel Ak 5 består av en laserpekare DBAL, en vapenlampa samt en avtryckarkabel vars tryckplatta används för att manövrera dem. Mörkerriktmedel Ak 5 är främst till för att komplettera vapnets ordinarie sikte i mörker. Med hjälp av laserpekaren och vapenlampan kan en gruppchef peka ut mål eller lysa upp något. Laserpekare DBAL har en visuell laser för inriktning i dagsljus eller skymning, en IR-laser för inriktning i mörker samt en IR-belysare för att kunna lysa upp exempelvis ett målområde i mörker. För att kunna använda IR-lasern och IR-belysaren krävs en bildförstärkare för användaren. Vapenlampan, med LED-dioder, används för visuell belysning, det vill säga när bildförstärkare inte används.[16] På grund av säkerhetsproblem med lasern används inte MRM Ak 5 längre.[16]
- Mörkerriktmedel 13, kort MRM 13 – Modifierad version av Mörkerriktmedel Ak 5. Används enbart vid insats.[16]
- Mörkerriktmedel 14, kort MRM 14 (AN/PEQ-15 ATPIAL (Advanced Target Pointer/Illuminator Aiming Laser)) – Mörkerriktmedel från det amerikanska företaget EoTech.[12] Används i liknande regi som tidigare Mörkerriktmedel Ak 5.

## Exportförsök
År 1998 skickade Bofors en ansökan till Inspektionen för strategiska produkter (ISP) om att få sälja 180 000 Ak 5 till Venezuela till ett värde av 1,1 miljarder Kronor. ISP gav ett nej till ansökan vilket resulterade i att Bofors skickade ett brev till försvarsministern Björn von Sydow där man uttryckte större missnöje över beslutet. Beslutet togs dock med beröm hos Svenska freds- och skiljedomsföreningen vilka kom att skicka hundratals vykortsrosor till ISP som stöd.

## Galleri

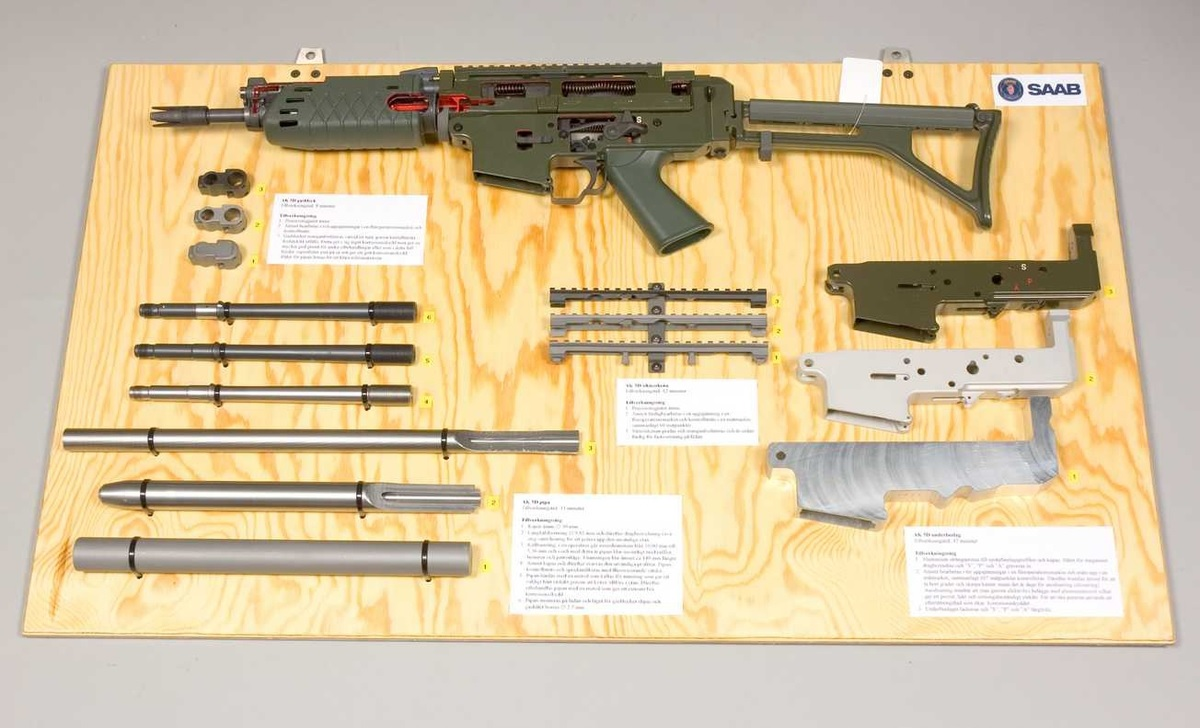
Ak 5D i olika tillverkningsstadier från Armémuseums samlingar.
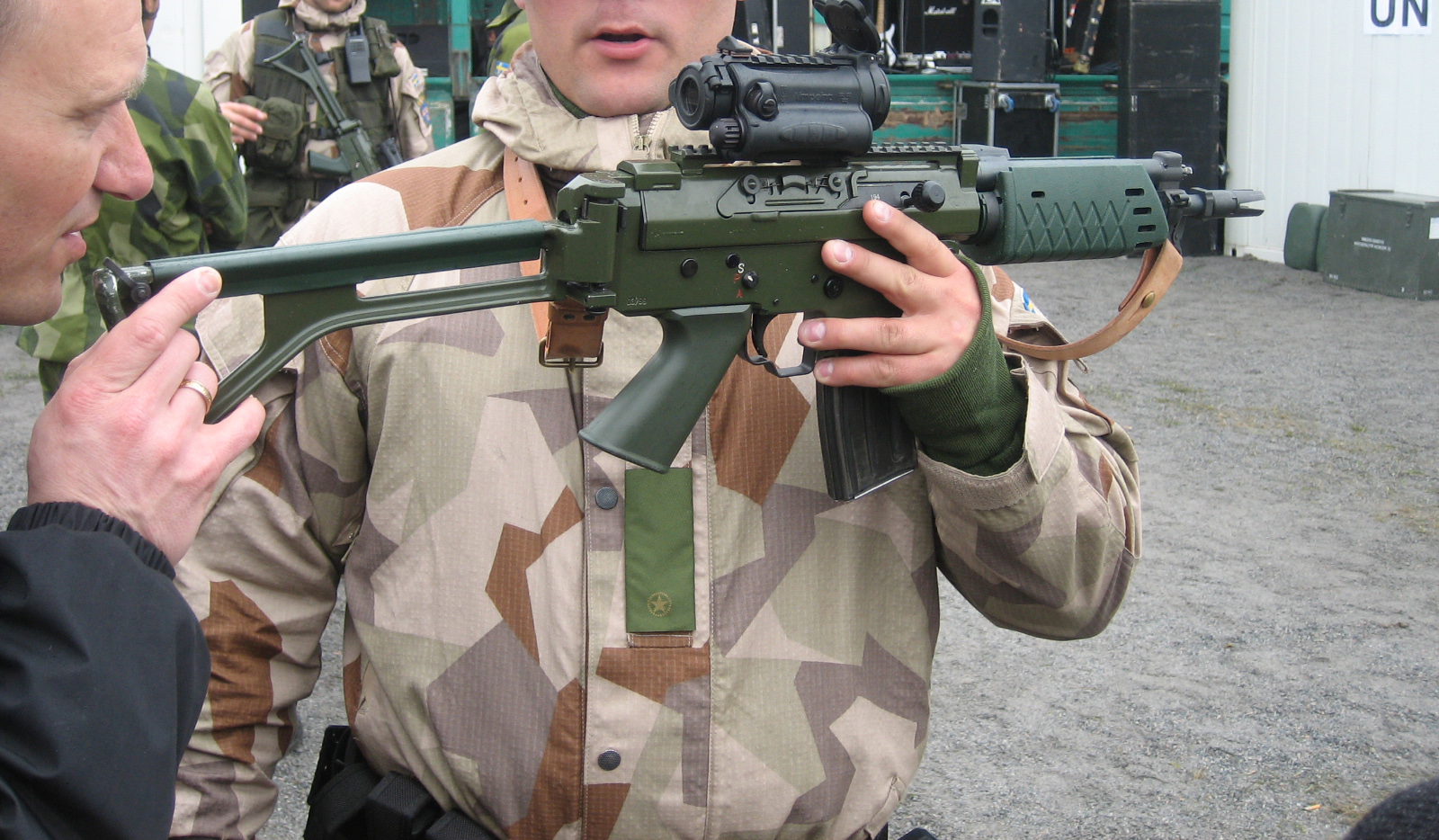
Visning av en Ak 5D med rödpunktsikte.
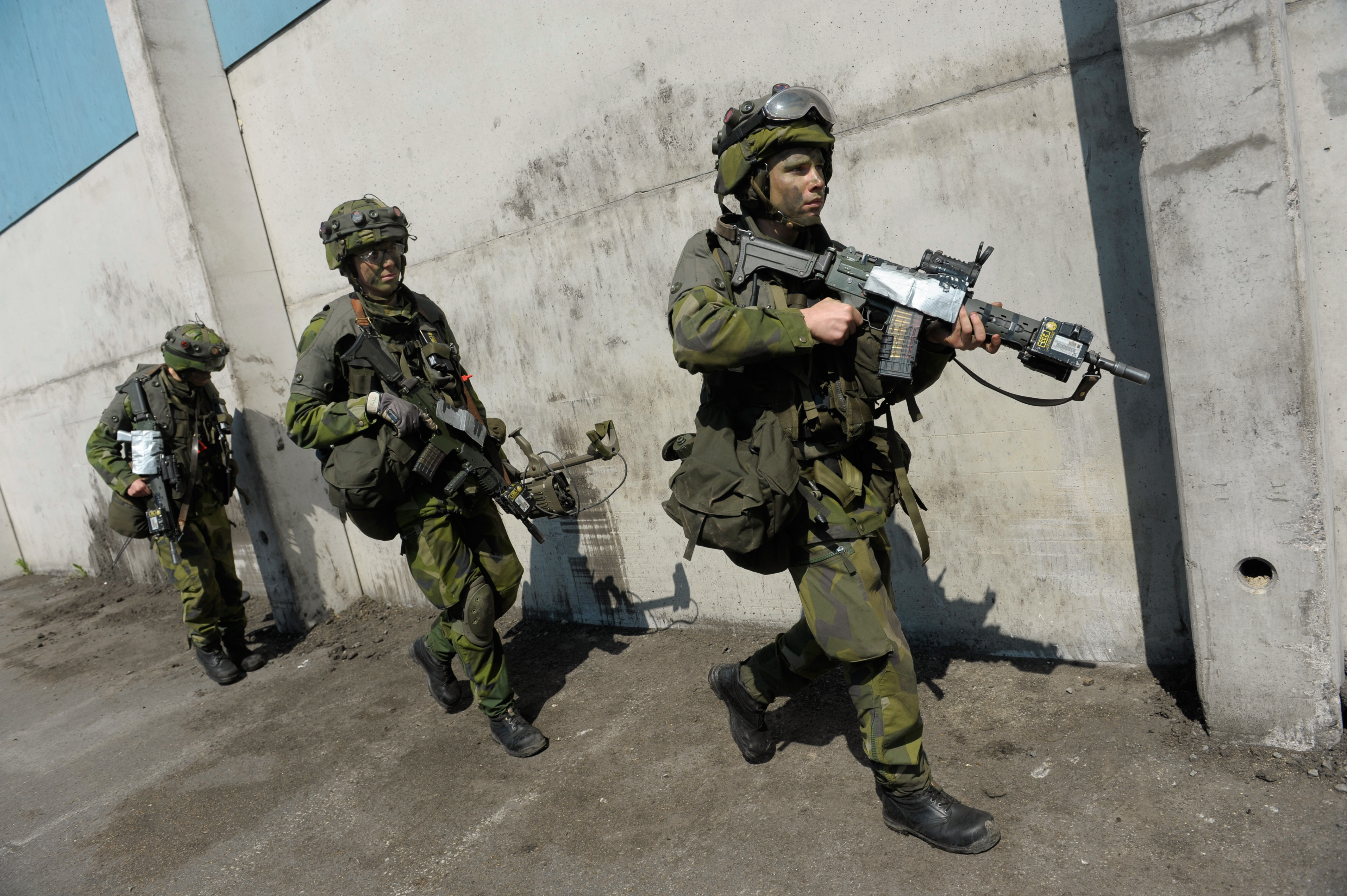
Svenska soldater med ak 5C under en militärövning i Åhus hamn, 2010.
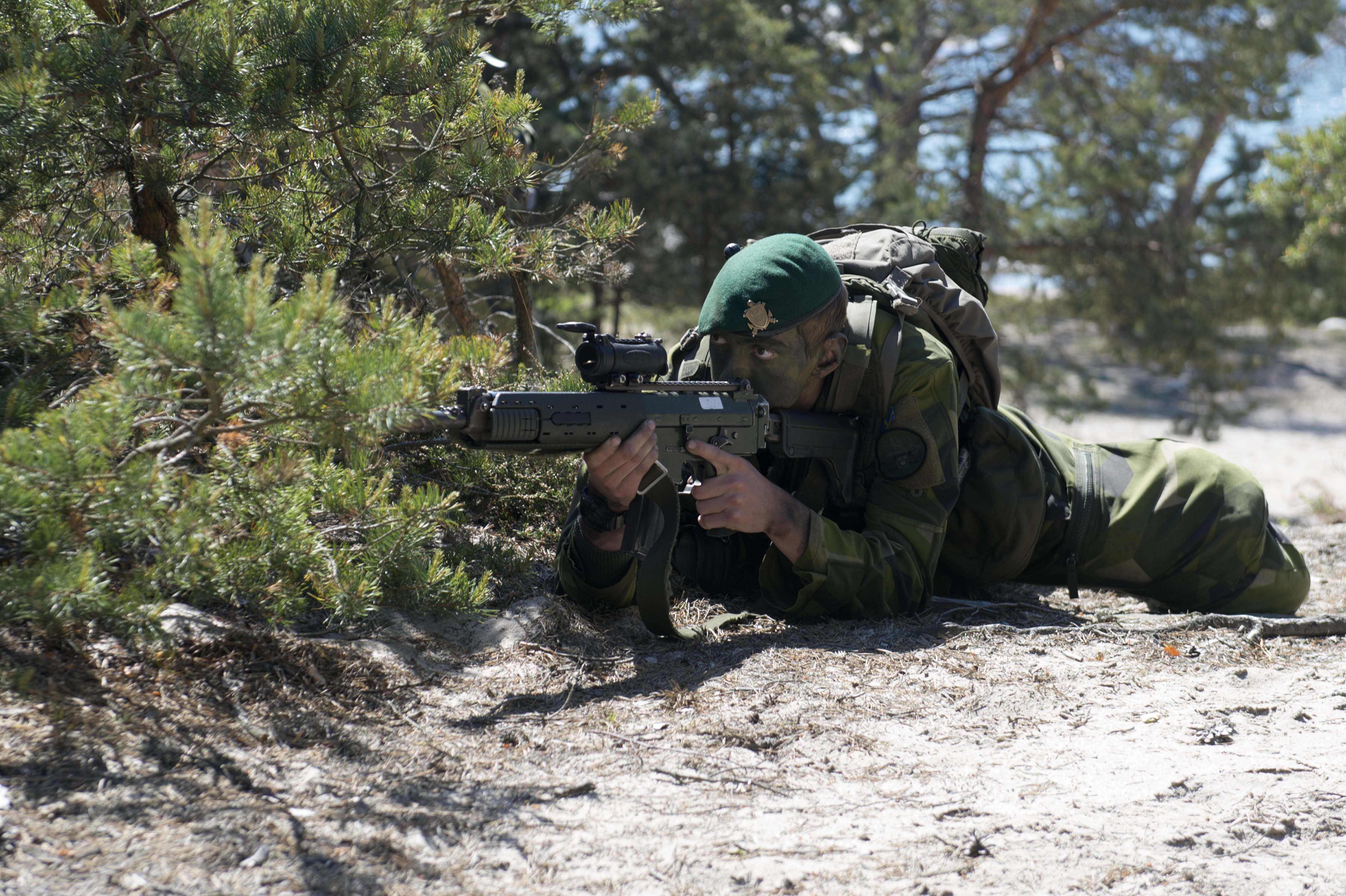
Svensk amfibiesoldat med en ak 5C under BALTOPS 2016.
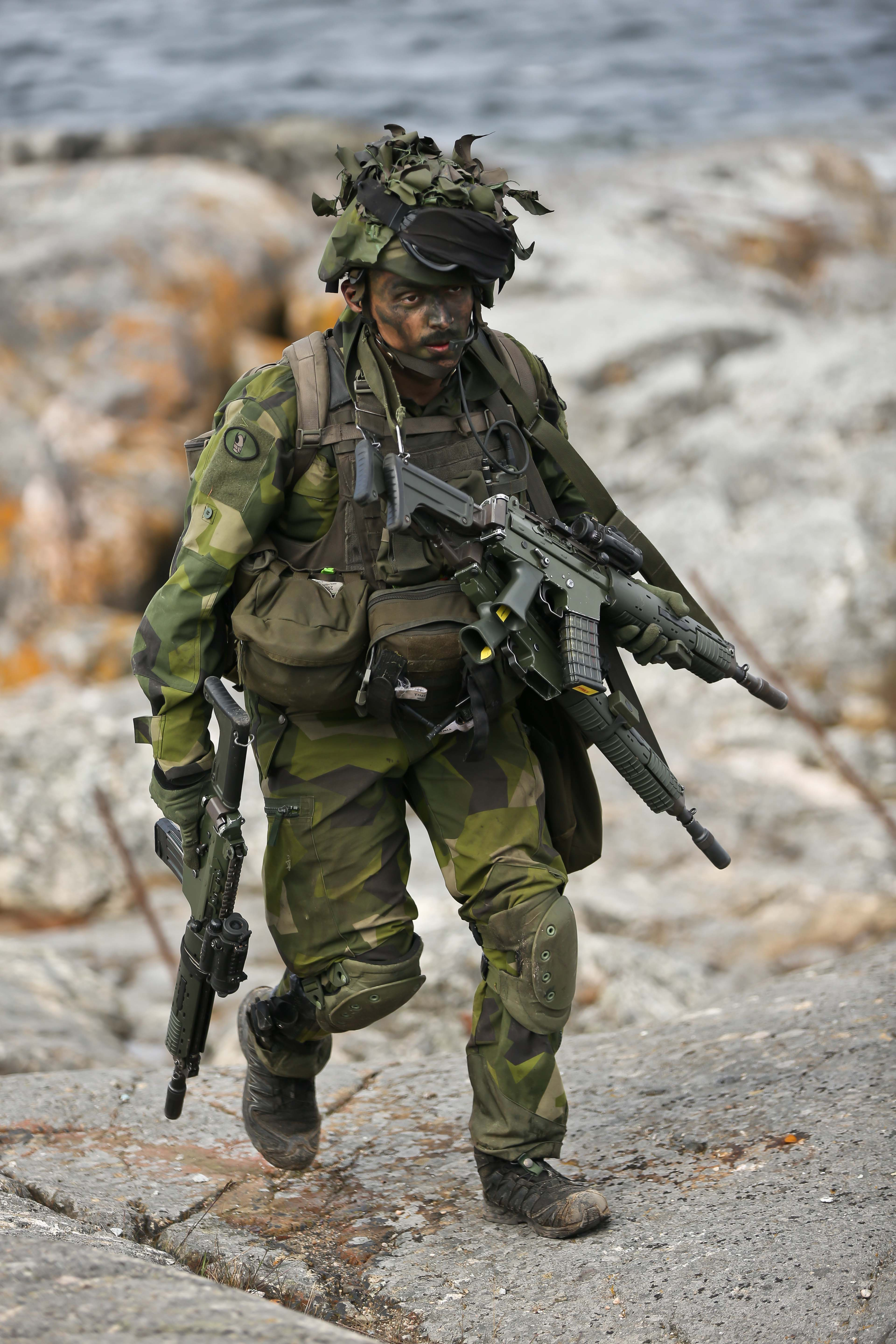
Svensk amfibiesoldat som ses bärande av 3 stycken ak 5C under BALTOPS 2016.
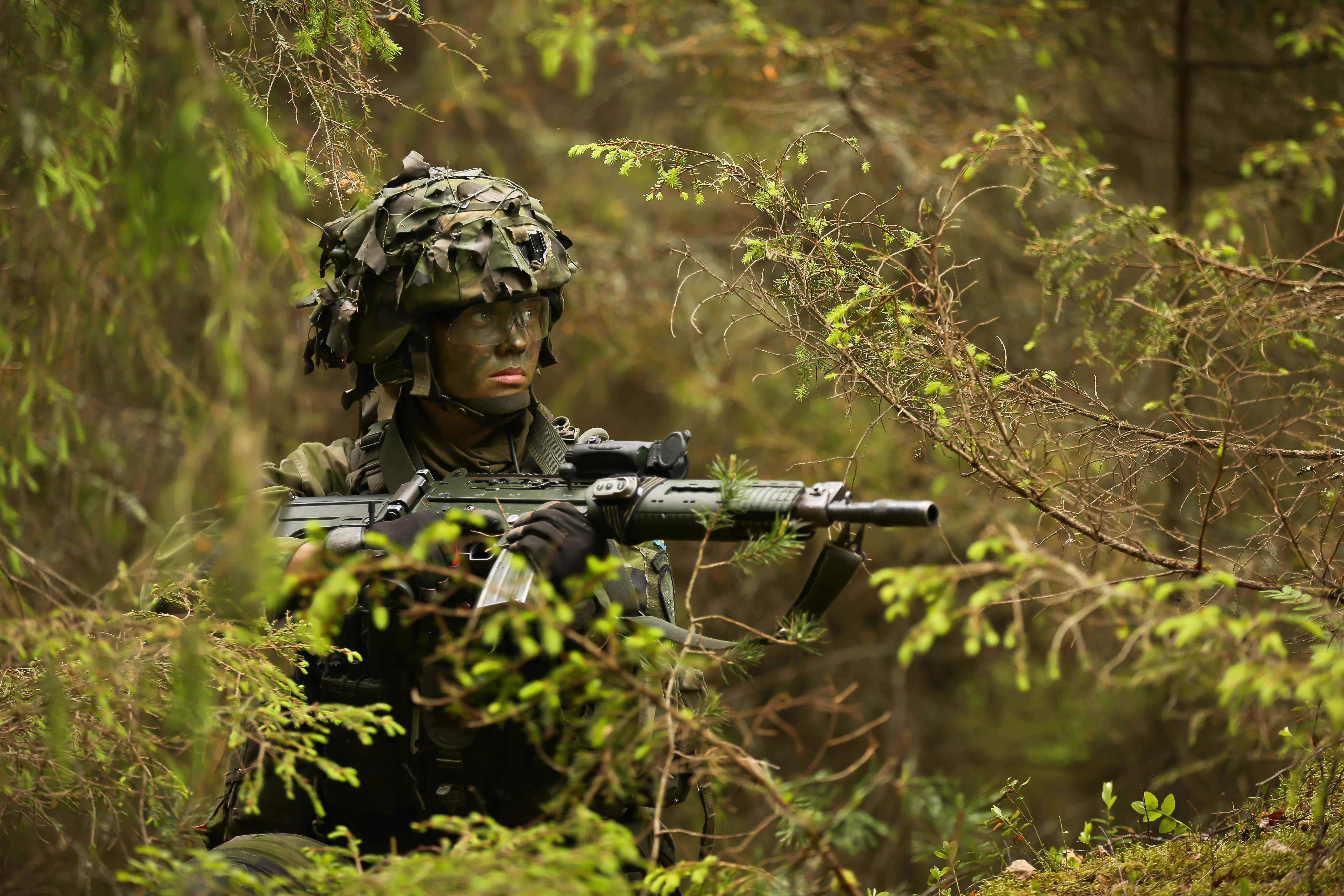
Svensk amfibiesoldat med en ak 5C under BALTOPS 2016.

### Fotnoter
1. 1 2 3  ”Här är polisens nya skjutvapen”. aftonbladet.se. 26 april 2001. Arkiverad från originalet den 17 augusti 2001. https://web.archive.org/web/20010817201439/http://www.aftonbladet.se/vss/nyheter/story/0,2789,51083,00.html. Läst 27 juni 2021.  ”CGA 5 står för Carl Gustaf automatkarbin”
2. 1 2 3 4 5 6 7 8 9 10 11 12 13 14 15 16 17 18 19 20 21 22 23  ”Världen rustar som aldrig förr”. Slagfjädern (Försvarsutbildarna) (1):  sid. 11–13. 2017. Arkiverad från originalet den 28 juni 2021. https://web.archive.org/web/20210628033541/https://www.forsvarsutbildarna.se/stockholm-sodermanland/wp-content/uploads/sites/26/2018/04/Nr-1-2017.pdf. Läst 28 juni 2021.
3. 1 2 3 4 5 6  Lindahl, Rolf (2006). Lätta vapen från Sverige. Kristna Fredsrörelsen. sid. 20. ISBN 978-91-976078-2-7. https://www.yumpu.com/en/document/read/54397893/latta-vapen-fran-sverige
4. ↑   RDK 5,56MM AK 5, Reservdelskatalog för 5,56mm automatkarbin 5 med varianter. Förrådsbeteckning (M-nummer): M7776-010121. Läst 17 februari 2022
5. ↑   TL F M4800-514011-1, Tillbehörslista för M4800-514011-1 5,56 mm ak 5 MT. Förrådsbeteckning (M-nummer): M7777-590820. Läst 17 februari 2022
6. 1 2 3 4  ”Automatkarbin 5”. Arkiverad från originalet den 2 september 2001. https://web.archive.org/web/20010902231641/http://www.soldf.com/ak5.html. Läst 29 juni 2021.
7. 1 2 3 4 5 6  ”Automatkarbin 5”. Arkiverad från originalet den 20 februari 2009. https://web.archive.org/web/20090220135308/http://soldf.com/ak5.html. Läst 29 juni 2021.
8. ↑  ”EM VY1052 - Gevärsfaktoriet, Eskilstuna”. https://eskilskallan.eskilstuna.se/items/show/91648. Läst 3 juni 2025.
9. ↑  ”Automatkarbin 5 C/D”. Försvarsmakten. http://www.forsvarsmakten.se/sv/information-och-fakta/materiel-och-teknik/vapen/automatkarbin-5-cd/. Läst 29 november 2013.
10. 1 2  Urban Lindfors (1985). ”Ak 5 - ett litet vapen med stor verkan”. Arménytt (Försvarsmakten) (5). http://www.gotavapen.se/gota/ak/ak4_5/ak5.htm. Läst 21 januari 2017.
11. 1 2 3 4  Sandqvist, Alf; Sivert Sahlström (2004). SoldR Mtrl Vapen, Automatkarbin 5 (ak 5). Stockholm: Försvarets materielverk
12. 1 2 3 4 5 6 7 8 9  ”Automatkarbin 5C - Ak5 C”. https://www.soldf.com/vapen/automatkarbin-5c-ak5c/. Läst 30 juni 2021.
13. 1 2 3  Rask, Ulf K., red (2005). ”Truppförsök med renoverad och modifierad ak 5”. Insats & Försvar (Försvarsmakten) (1):  sid. 37. 1652-3571. Läst 22 december 2009.
14. 1 2 3 4  ”Åskkäpp, bössa och dunderpåk”. https://www.diva-portal.org/smash/get/diva2:328464/FULLTEXT01.pdf. Läst 30 juni 2021.
15. ↑  ”Sweden Created An Amazing Anti-Bullet Wall”. https://www.youtube.com/watch?v=Kr3MRexOFbE. Läst 30 juni 2021.
16. 1 2 3 4  ”Bakgrund Mörkerriktmedel AK 5”. https://www.diva-portal.org/smash/get/diva2:1217306/FULLTEXT02. Läst 30 juni 2021.
17. ↑  ”AN / PEQ-15A DBAL-A2”. https://www.steiner-defense.com/laser-devices/dbal-series/dbal-a2. Läst 30 juni 2021.